# Flughafen San José

i7
i11
i13
Der Flughafen San José (englisch Norman Y. Mineta San José International Airport, IATA-Code: SJC, ICAO-Code: KSJC) ist der Verkehrsflughafen der Stadt San José im US-Bundesstaat Kalifornien und nach Passagieren der zweitgrößte der drei internationalen Flughäfen in der San Francisco Bay Area nach dem San Francisco International Airport und vor dem Flughafen Oakland.

## Lage und Verkehrsanbindung
Der Norman Y. Mineta San José International Airport liegt fünf Kilometer nordwestlich des Stadtzentrums von San José. Die California State Route 87 verläuft östlich des Flughafens. Außerdem verläuft die Interstate 880 südlich des Flughafens, während der U.S. Highway 101 nördlich des Flughafens verläuft.
Der Norman Y. Mineta San José International Airport wird durch Busse in den Öffentlichen Personennahverkehr eingebunden, die Route 10 des Betreibers VTA fährt den Flughafen regelmäßig an. Außerdem verbindet die VTA Route 10 den Flughafen mit der Station Metro/Airport der VTA Light Rail und mit dem Bahnhof von Santa Clara, an dem Züge des Altamont Corridor Express, der Amtrak und des Caltrain halten.

## Geschichte
Im Jahr 1940 kaufte die Stadt San José etwa 200 Hektar Land, um dort einen Flughafen errichten zu können. 1945 wurde ein Teil dieses Geländes an eine Flugschule verpachtet, die eine erste Start- und Landebahn errichtete. 1965 wurde das erste Passagierterminal, das ehemalige Terminal C eröffnet.
1988 richtete American Airlines am Flughafen ein Drehkreuz ein, gleichzeitig begannen die Bauarbeiten am Terminal A, das 1990 eröffnet wurde.
Im November 2001 wurde der offizielle Name des Flughafens zu Ehren von Norman Mineta geändert. Mineta war von 1971 bis 1975 Bürgermeister von San José und von 2001 bis 2006 Verkehrsminister im Kabinett George W. Bush.
Nach der vollständigen Fertigstellung von Terminal B wurde Terminal C 2010 abgerissen.

## Flughafenanlagen

Flughafendiagramm

Der Norman Y. Mineta San José International Airport hat eine Gesamtfläche von 425 Hektar.

### Start- und Landebahnen
Der Norman Y. Mineta San José International Airport verfügt über zwei parallele Start- und Landebahnen. Sie tragen die Bezeichnungen 12L/30R und 12R/30L, sind 3.353 Meter lang, 46 Meter breit und verfügen über einen Belag aus Beton.

### Terminal
Der Norman Y. Mineta San José International Airport verfügt über zwei Passagierterminals mit insgesamt 37 Flugsteigen.

#### Terminal A
Terminal A ist mit 17 Flugsteigen ausgestattet. Diese tragen die Nummern 1 bis 16, zusätzlich existiert ein Flugsteig mit der Bezeichnung 7A. Bis auf Flugsteig 7A verfügen alle Flugsteige über Fluggastbrücken.

#### Terminal B
Concourse B ist mit 20 Flugsteigen ausgestattet, diese tragen die Nummern 17 bis 36. Alle Flugsteige verfügen über Fluggastbrücken.

## Fluggesellschaften und Ziele
Der  Norman Y. Mineta San José International Airport wird von elf Fluggesellschaften angeflogen. Den mit Abstand größten Marktanteil hat Southwest Airlines, welche mehr als die Hälfte der Passagiere befördert, gefolgt von SkyWest Airlines und Alaska Airlines.
Vom Norman Y. Mineta San José International Airport aus bestehen Verbindungen zu 41 Zielen; unter diesen befinden sich vor allem die großen Drehkreuze des Landes. Ebenso bestehen einige Direktverbindungen zu den Städten der Westküste. Zusätzlich bestehen internationale Verbindungen nach Japan, Mexiko und in das Vereinigte Königreich.

## Verkehrszahlen
| Jahr | Fluggastaufkommen | Fluggastaufkommen | Fluggastaufkommen | Fluggastaufkommen | Luftfracht (Tonnen) (mit Luftpost) | Flugbewegungen (mit Militär) |
| Jahr | National          | International     | Transit           | Gesamt            | Luftfracht (Tonnen) (mit Luftpost) | Flugbewegungen (mit Militär) |
| ---- | ----------------- | ----------------- | ----------------- | ----------------- | ---------------------------------- | ---------------------------- |
| 2022 | 9.635.879         | 492.950           | 1.204.894         | 11.333.723        | 33.161                             | 164.291                      |
| 2021 | 6.487.895         | 381.636           | 487.910           | 7.357.441         | 33.028                             | 133.289                      |
| 2020 | 4.029.783         | 307.896           | 373.898           | 4.711.577         | 39.093                             | 115.952                      |
| 2019 | 13.759.828        | 862.298           | 1.028.318         | 15.650.444        | 50.074                             | 207.111                      |
| 2018 | 12.724.012        | 985.784           | 609.496           | 14.319.292        | 54.596                             | 173.389                      |
| 2017 | 11.283.612        | 864.378           | 332.242           | 12.480.232        | 55.669                             | 155.914                      |
| 2016 | 9.937.025         | 684.384           | 175.316           | 10.796.725        | 54.758                             | 138.915                      |
| 2015 | 9.195.575         | 398.822           | 205.030           | 9.799.427         | 48.840                             | 129.021                      |
| 2014 | 8.871.154         | 334.458           | 179.600           | 9.385.212         | 48.341                             | 124.138                      |
| 2013 | 8.305.339         | 298.532           | 179.448           | 8.783.319         | 42.475                             | 122.947                      |
| 2012 | 7.940.676         | 171.904           | 183.594           | 8.296.174         | 37.936                             | 119.429                      |
| 2011 | 7.941.961         | 169.571           | 245.852           | 8.357.384         | 39.953                             | 120.966                      |
| 2010 | 7.919.468         | 135.422           | 191.174           | 8.246.064         | 44.781                             | 123.490                      |

### Verkehrsreichste Strecken
| Rang | Stadt                       | Passagiere | Fluggesellschaften                 |
| ---- | --------------------------- | ---------- | ---------------------------------- |
| 01   | San Diego, Kalifornien      | 602.820    | Alaska, Southwest                  |
| 02   | Seattle/Tacoma, Washington  | 499.020    | Alaska, Delta, Southwest           |
| 03   | Los Angeles, Kalifornien    | 450.820    | Alaska, American, Delta, Southwest |
| 04   | Las Vegas, Nevada           | 364.410    | Southwest                          |
| 05   | Phoenix–Sky Harbor, Arizona | 309.350    | American, Southwest                |
| 06   | Denver, Colorado            | 305.580    | Southwest, United                  |
| 07   | Santa Ana, Kalifornien      | 270.850    | Southwest                          |
| 08   | Portland, Oregon            | 270.850    | Alaska, Southwest                  |
| 09   | Burbank, Kalifornien        | 247.260    | Southwest                          |
| 10   | Honolulu, Hawaii            | 225.850    | Alaska, Hawaiian, Southwest        |